# Somewhere Concealed
Somewhere Concealed è il sesto album di Pär Boström, e il quinto del progetto Kammarheit. È stato registrato e pubblicato nel 2002.

## Tracce
Tutte le tracce sono composte da Pär Boström.
1. Arriving – 4:08
2. Making the First Flower – 5:28
3. Underneath the Ravine – 11:28
4. Frigid – 9:44
5. Fossilized Structures – 5:25
6. Back to Where the Trees Spoke – 6:50
7. In Silence of the Plague – 5:17
8. The Renewal – 4:11

## Formazione
- Pär Boström – tastiere, programmazione